# اصول کمونیسم
اصول کمونیسم (انگلیسی: Principles of Communism) کتابی نوشته فردریش انگلس است که در سال ۱۸۴۷ نوشته شده‌است. کتاب به صورت پرسش و پاسخ (کتکیزم) نوشته شده و شامل ۲۵ پرسش دربارهٔ کمونیسم است که انگلس به آن‌ها پاسخ داده‌است. انگلس اصول اولیه و مبانی کمونیسم و همچنین مفاهیمی مانند جامعه، تاریخ و نظام‌های اقتصادی را از منظری مارکسیستی و با استفاده از نظریه ماتریالیسم تاریخی شرح می‌دهد. از این کتاب به عنوان پایه‌ای برای نوشتن مانیفست دیگری برای حزب کمونیست بهره گرفته شده‌است.

## محتوا
انگلس در این کتاب به موضوعاتی همچون کمونیسم، پرولتاریا و منشأ آن، کار مزدی، نتایج انقلاب صنعتی، بحران، نظم جدید کمونیستی، امکان لغو مالکیت خصوصی قبل از انقلاب صنعتی، نتایج الغای مالکیت خصوصی، انقلاب، تأثیر جامعه کمونیستی بر خانواده، ملیت و مذاهب، و همچنین تفاوت کمونیست‌ها با دیگر گروه‌های سوسیالیستی، احزاب کمونیستی و مقایسه میان پرولتاریا، برده، رعیت، و پیشه وران و کارگران صنایع دستی پرداخته‌است.

### کمونیسم
انگلس در این کتاب کمونیسم را «اطلاع از علم شرایط رهایی پرولتاریا» تعریف می‌کند و مرحله اول انقلاب پرولتری و برقراری کمونیسم را برقراری و استقرار یک نظام دموکراتیک می‌داند.

### پرولتاریا
انگلس پرولتاریا را طبقه‌ای می‌داند که هزینه زندگی خود را به‌طور انحصاری از فروش نیروی کار خود بدست می‌آورد. طبقه پرولتاریا حاصل و نتیجه انقلاب صنعتی است که برای اولین بار در انگلستان شکل گرفته‌است. در نتیجه انقلاب صنعتی توسعه صنایع و ماشینی شدن تولید، طبقات پیشاسرمایه داری از بین می‌روند و کم‌کم تنها دو طبقه بزرگ باقی خواهد ماند: طبقه سرمایه‌دار صاحب ابزار تولید، و طبقه پرولتاریایی که جز نیروی کارش چیزی برای عرضه ندارد.
انگلس پرولتر را متفاوت از برده می‌داند. برده یک بار خود را برای همیشه فروخته‌است اما کارگر یا پرولتر مجبور است خود را هر روز و هر ساعت بفروشد. برده تحت مالکیت ارباب است و زندگی اش تأمین شده‌است اما پرولتر تأمین نیست و باید کار خود را برای تأمین نیازهایش بفروشد. برده به منزله یک کالاست اما پرولتر عضوی از جامعه بورژوازی است. برده اگر بتواند از میان کلیه روابط مالکیت تنها رابطه بردگی را از بین ببرد، آزاد خواهد شد، اما آزادی پرولتر تنها در صورت الغای مالکیت خصوصی میسر می‌شود.
رعیت یا سرف نیز در ازای پرداخت سهمی از تولید حق تصرف و استفاده از یک وسیله تولید را بدست می‌آورد اما پرولتاریا با وسایل تولیدی که متعلق به دیگری است کار می‌کند و در مقابل کار خود مزد دریافت می‌کند و تنها بخشی از محصول کار خود را بدست می‌آورد. رعیت با راه‌هایی مانند فرار به شهر و بیرون کردن فئودال می‌تواند آزاد شود اما پرولتاریا فقط با انقلاب و الغای مالکیت خصوصی می‌تواند آزاد شود.
پیشه‌ور و کارگر هر دو نیروی کار خود را به صاحب وسایل تولید می‌فروشند، هر دو مزد دریافت می‌کنند. اما شاگرد پیشه‌ور در مدت شاگرد خود تلاش می‌کند تا مهارت‌های لازم برای رسیدن به مقام استادی را بدست آورد و امید دارد که بتواند روزی خود استاد شده و حتی شاگردانی داشته باشد. در چنین شرایطی که مکان ارتقاء وجود دارد امکان تضاد طبقاتی وجود نداشت و شاگردان برای ارتقا و استاد شدن تسلیم شرایط کار بودند. از سوی دیگر به دلیل اینکه کیفیت کار بسته به کار شاگرد نیز بود شاگرد نیز می‌توانست در برابر استاد خود اظهار وجود کند.
کارگر صنایع دستی صاحب ابزار تولید بود، معمولاً در روستاها زندگی می‌کرد، و با ارباب و مالک رابطه پدر و فرزندی داشت اما پرولتاریا در شهرها زندگی می‌کند و سرمایه‌دار روابط پولی داشت.

### نتایج انقلاب صنعتی
انگلس برای انقلاب صنعتی این نتایج را ذکر می‌کند:
1. ماشینی شدن تولید که سبب ارزان شدن نیروی کار، از بین رفتن صنایع دستی به علت ماشینی شدن تولید، اتصال تمام ملت‌ها به یکدیگر، ادغام بازارهای محلی در بازارهای جهانی شده‌است.
2. افزایش ثروت و قدرت سیاسی بورژوازی و تبدیل شدن آن به طبقه مسلط که سبب از بین رفتن قدرت طبقات اشراف و سلطنت‌های مطلقه شد. بورژوازی با از بین بردن امتیازات طبقه اشراف و قدرت استادان صنفی رقابت و بازار آزاد ایجاد کرد. با این تحولات سرمایه تبدیل به قدرت واقعی و مؤثر در جامعه و عامل ایجاد نابرابری شد.

۳- انقلاب صنعتی در همه جا پرولتاریا را نیز گسترش داد. به همان نسبت که بورژوازی قدرتمند می‌شود پرولتاریا نیز پرشمارتر می‌شود. با رشد و پیشرفت هر چه بیشتر صنایع ما شاهد کاهش دستمزدها و در نتیجه استثمار بیشتر طبقه کارگر خواهیم بود.

### بحران‌های ادواری پس از انقلاب صنعتی
انگلس یکی از مهم‌ترین نتایج انقلاب صنعتی را بحران‌های ادواری آن می‌داند. وی معتقد است انقلاب صنعتی و تولید ماشینی سبب سهولت در تولید شد، میزان تولید افزایش یافت اما این افزایش تولید بسیار بیشتر از میزان مصرف و تقاصا بود. در نتیجه بخشی از تولید کارخانه‌ها فروش نرفت و سبب بروز بحران تجاری شد. این امر سبب تعطیلی کارخانه‌ها، ورشکستگی سرمایه داران و بیکاری کارگران شد. پس از مدتی از بحران، محصولات اضافی به فروش رفت و وضعیت تجارت و تولید رو به بهبودی گذاست. اما این امر چندان طول نکشید و بحران بار دیگر رخ داد. انگلس معتقد است که قرن نوزدهم اروپا به‌طور دائمی شاهد چنین بحران‌هایی است و صنایع دائماً بین دوره‌های فراوانی و دوره‌های بحران در نوسان هستند. تقریباً هر «پنج تا هفت سال» یک بحران همراه فلاکت عظیم کارگران، تحریکات انقلاب عمومی و خطر برای ثبات وضع موجود رخ می‌دهد.

### بحران‌ها و نیاز به ایجاد سازمان اجتماعی نوین
بحران‌ها و بی نظمی‌ها اساس تمدن بشری را تهدید می‌کنند و طی آن نه تنها پرولتاریا بلکه عده زیادی از بورژواها نیز به ورشکستگی و فلاکت می‌افتند. در نتیجه یا باید صنایع بزرگ به کلی از بین بروند (که این امر تقریباً غیرممکن است) یا باید سازمان اجتماعی جدیدی ایجاد شود که در آن تولید صنعتی نه توسط افرادی رقیب هم، بلکه «بوسیله عموم جامعه از روی نقشه ای ثابت و براساس نیازهای عمومی» اداره شود. در این سازمان اجتماعی نوین کلیه محصولات مورد نیاز به گونه ای تولید می‌شود که به هر کدام از اعضای جامعه قدرت و امکان به کار انداختن آزادانه همه استعدادهای آن‌ها داده شود و فقر و فلاکت‌های حاصل از بحران‌های ادواری نیز از بین می‌رود.